# Cambodunum

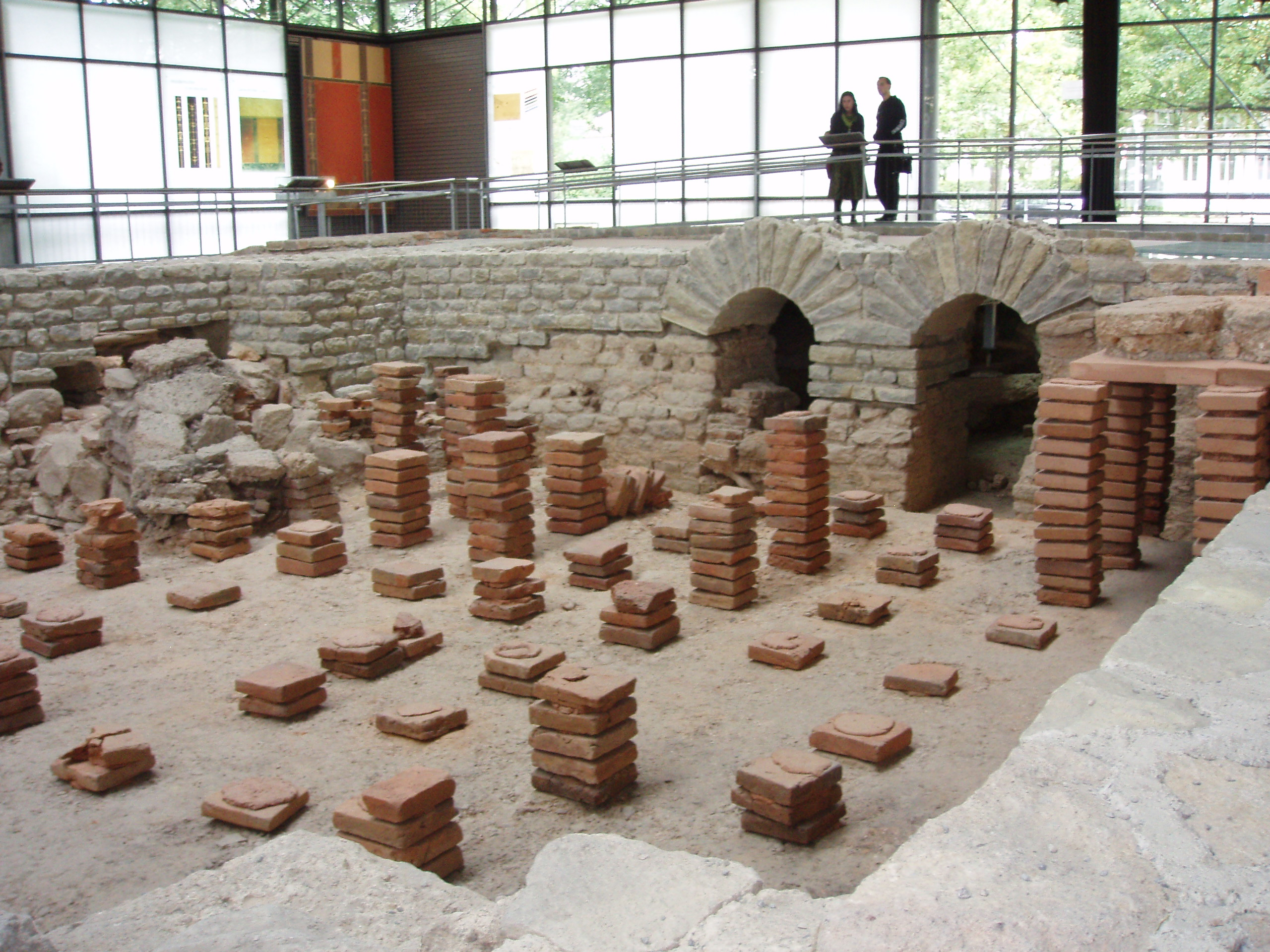
Hypokaustierter Raum im Schutzbau der Kleinen Thermen

Cambodunum war der Name der kaiserzeitlichen römischen Stadt auf dem Gebiet der heutigen Stadt Kempten im Allgäu. In der frühen und hohen Kaiserzeit war Cambodunum eine der bedeutendsten Römerstädte der Provinz Raetia und wahrscheinlich vor Augsburg (Augusta Vindelicum) erste Hauptstadt der Provinz. Kempten kann wegen der frühesten schriftlichen Erwähnung einer Stadt in Deutschland neben Trier (Augusta Treverorum) und Köln (Colonia Claudia Ara Agrippinensium) zu den ältesten Städten Deutschlands gerechnet werden. Die ausgegrabenen und restaurierten Überreste der römischen Stadt werden vor Ort als Archäologischer Park Cambodunum (APC) präsentiert. Funde aus dem Stadtgebiet wurden teilweise auch im Römischen Museum Kempten im Zumsteinhaus ausgestellt, nach der Schließung im Jahr 2015 wurden sie jedoch in die Depots der Stadtarchäologie Kempten verlegt. Die spätrömische Kastellsiedlung im Flusstal westlich der kaiserzeitlichen Stadt trug den Namen Cambidanum.

## Lage

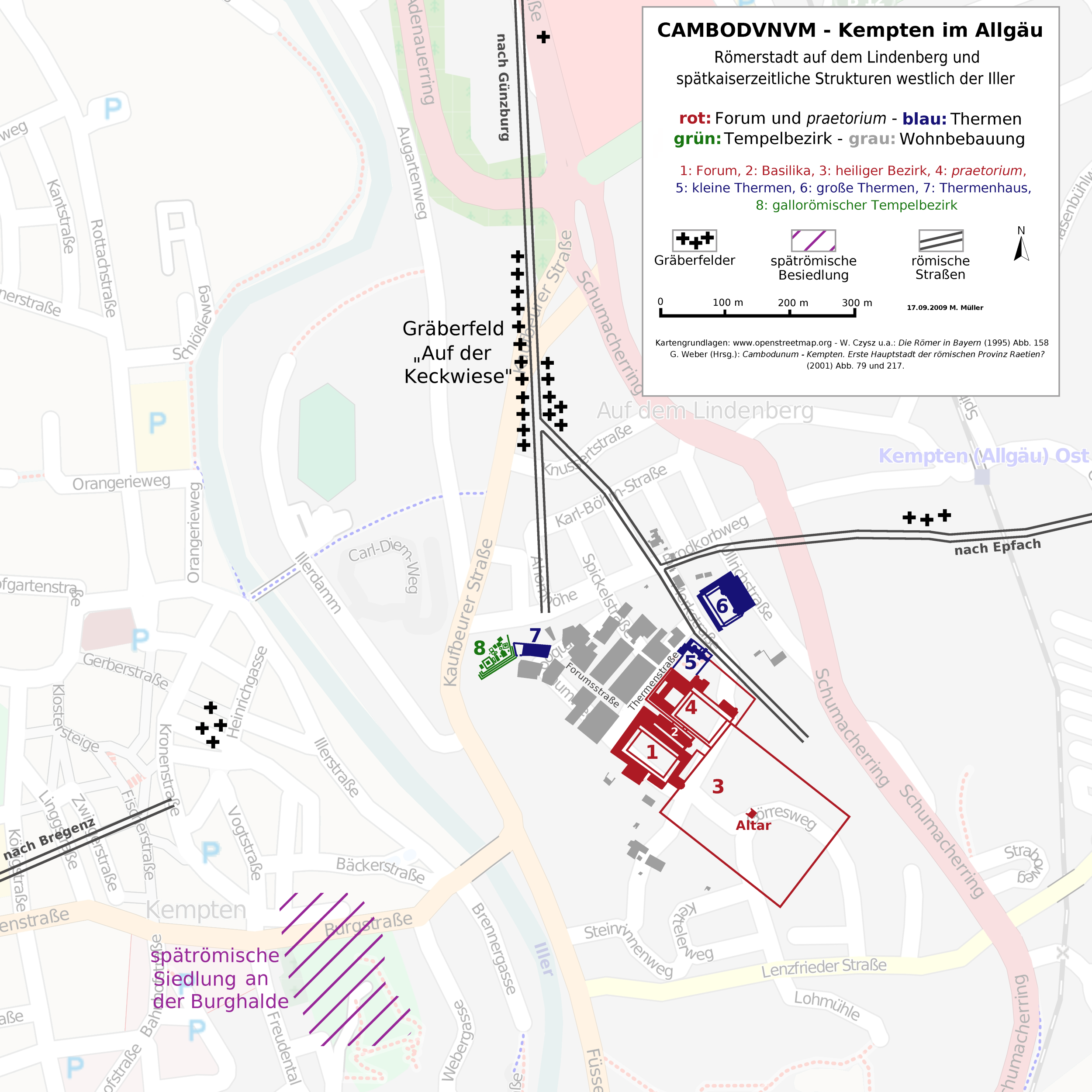
Lageplan der römischen Siedlung im heutigen Stadtbild von Kempten

Der Kern der früh- und mittelkaiserzeitlichen Siedlung befand sich auf dem Lindenberg, einer eiszeitlichen Schotterterrasse am östlichen Hochufer der Iller (Hilara). Es ist unklar, ob die heutige Geländekante der antiken westlichen Stadtgrenze entspricht. Durch Erosionserscheinungen könnte diese abgegangen sein. Die nachweisbare Ausdehnung der Siedlung beträgt etwa 500 mal 700 m.
In der Spätantike wurde die verbleibende Siedlung auf die leichter zu verteidigende Burghalde in den Schutz eines Militärlagers verlegt.
Verschiedene Indizien deuten auf einen Verlauf der Iller westlich der Burghalde bis zum Anfang des 14. Jahrhunderts n. Chr. Dafür sprechen Funde von zwölf Eichenstämmen aus dem Bereich des Rathausplatzes, die wahrscheinlich von einer Brücke stammen. Durch Dendrochronologie konnten sie auf die Regierungszeit des Kaisers Tiberius datiert werden. Dazu können auch ein C14-datierter Birkenstamm sowie verschiedene römische Kleinfunde in Schwemm- und Kiesschichten unterhalb der heutigen Altstadt gerechnet werden.

## Name
Cambodunum ist vermutlich auch der ehemalige Name von Champéon (Cambdonno, Cambidonno, 9. Jahrhundert) und Chambezon (Chambedon, 11. Jahrhundert) in Frankreich sowie eines Ortes in England bei Leeds. Der Name ist keltischen Ursprungs und besteht aus den Elementen cambo- „Kurve“, „Schleife, Mäander“ (wie altirisch camb, camm „Kurve, krumm“, bretonisch kamm „gebogen, schief“) und -dunon (*dūnon) „Festung, Burg, Berg“ (wie altirisch dún „Festung, Befestigung“, walisisch dinas „Stadt“, bretonisch din). Das keltische -dunon ist möglicherweise mit dem germanischen *tūna (englisch -ton, town, deutsch Zaun) verwandt. Der Name der heutigen Stadt Kempten leitet sich unmittelbar aus dem lateinischen Namen ab.

## Geschichte

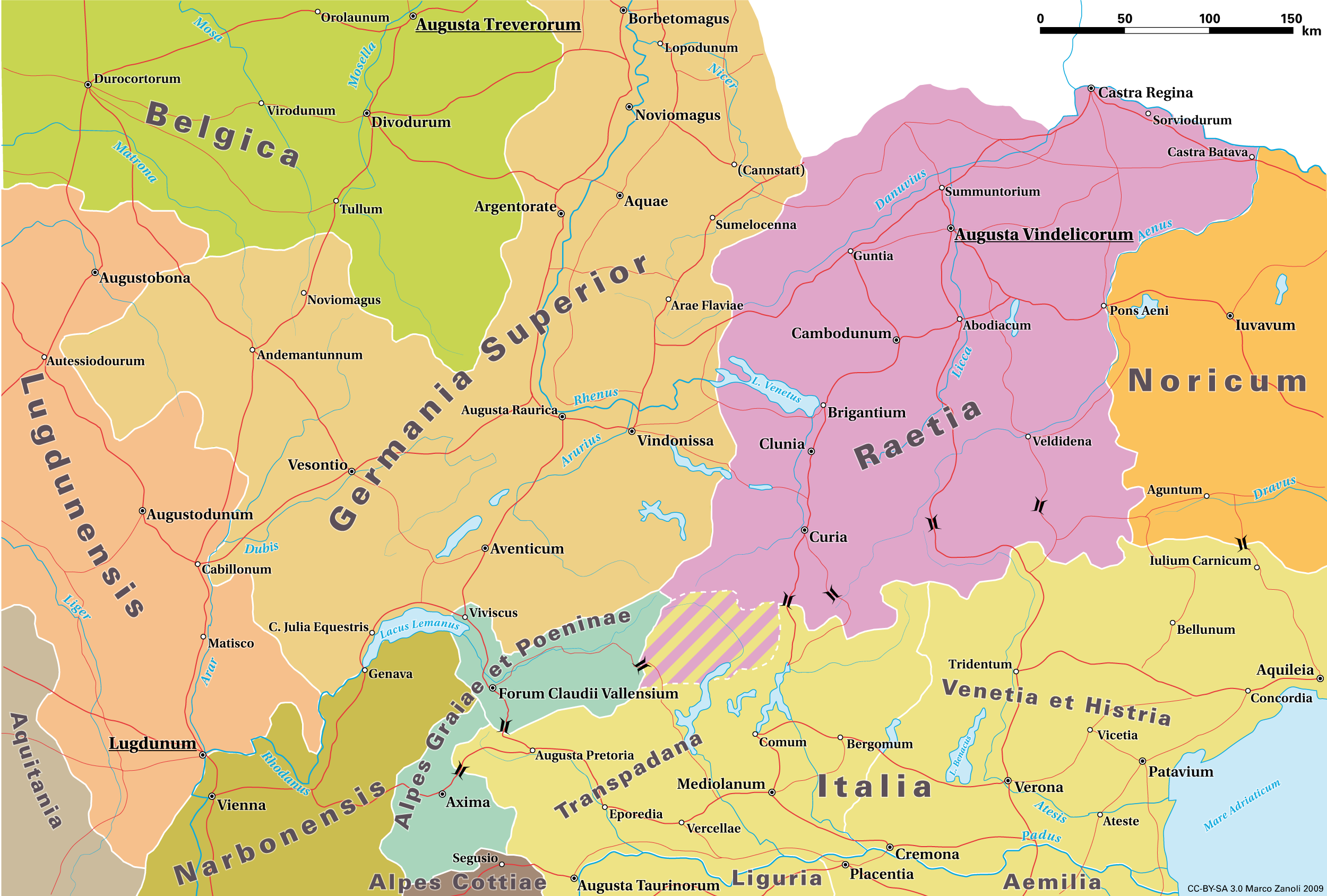
Lage Cambodunums in der Provinz Raetia

### Frühe und mittlere Kaiserzeit

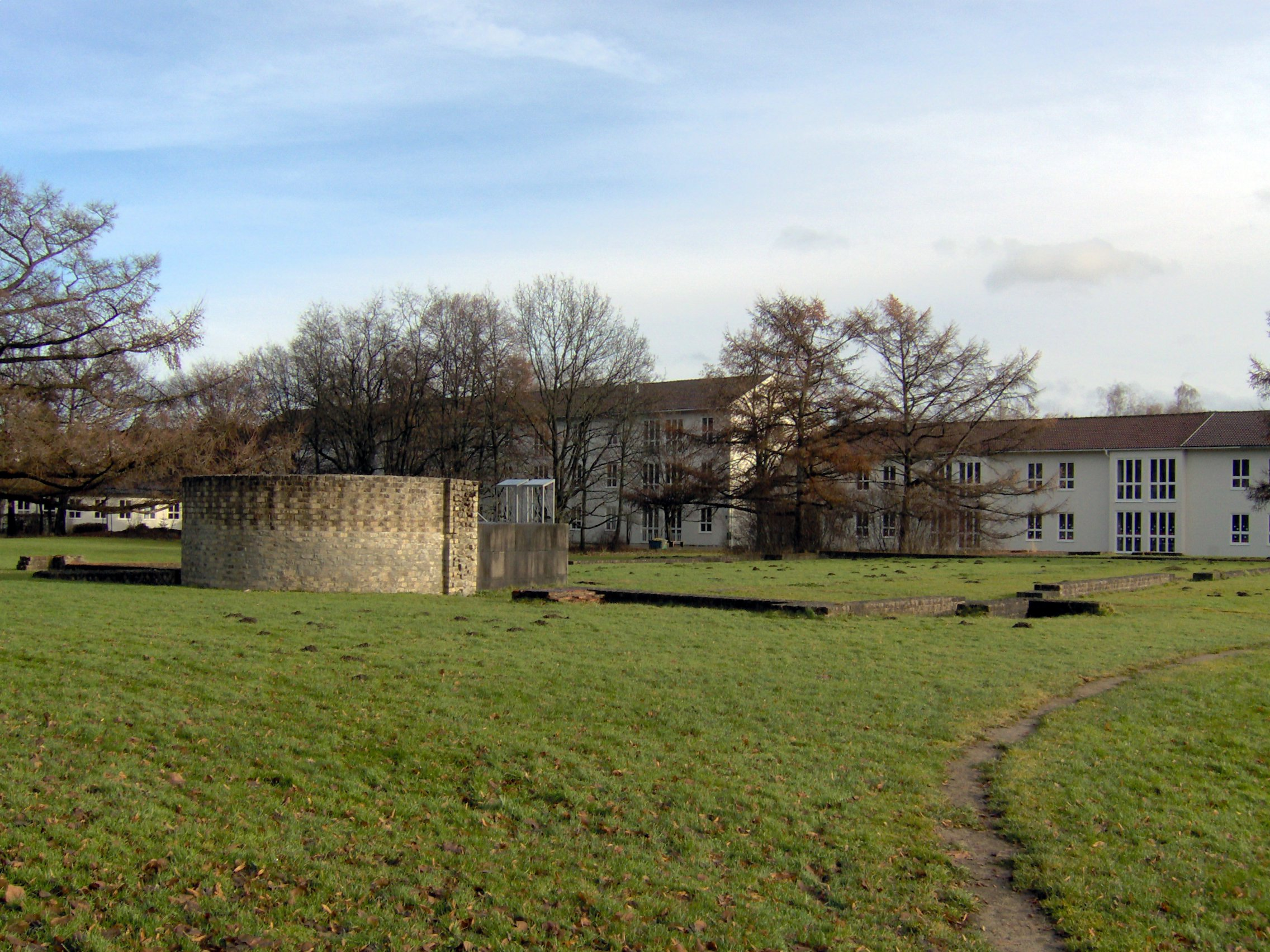
Rekonstruierte Grundmauern der Basilika im Archäologischen Park Cambodunum

Der Erwähnung des Geographen Strabon folgend, handelte es sich bei der keltischen Siedlung Cambodunum um den Civitas-Hauptort der Estionen, eines vindelikischen Stammes, der 15 v. Chr. durch die Unterwerfung des Voralpenraums durch Drusus und Tiberius im Rahmen der Augusteischen Alpenfeldzüge unter römische Herrschaft kam. Entgegen dieser schriftlichen Quelle ist bisher keine vorrömische Besiedlung dieser Zeit im Bereich der späteren Römerstadt nachweisbar. Zwar gibt es Funde aus der wesentlich früheren Urnenfelderkultur (1200 bis 750 v. Chr.), Besiedlungsspuren der späten Latènekultur, die der römischen Besetzung unmittelbar vorausging, fehlen aber.
Der Aufschwung der Stadt im 1. Jahrhundert wurde durch die Lage an Fernstraßen begünstigt, besonders durch die Verbindung über Chur und die dortigen Alpenpässe nach Italien sowie an den Bodensee und das römische Brigantium (Bregenz) durch die Römerstraße Kempten–Bregenz. Entlang der Iller über Caelius Mons, das heutige Kellmünz, erreichte man im Norden die Donau bei Günzburg (Guntia); siehe Römerstraße Kempten–Kellmünz–Günzburg. Nach Osten verlief eine Römerstraße zum Lech, den sie bei Epfach (Abodiacum) erreichte (Anschluss an die Via Claudia Augusta).
Erste Holzgebäude sind in Cambodunum seit der Regierungszeit des Tiberius nachweisbar, Steingebäude frühestens ab claudischer Zeit. Nach der Regierungszeit des Antoninus Pius lassen sich kaum noch Neu- oder Umbauten nachweisen, die Bautätigkeit kam wohl allmählich zum Erliegen.
Seit 1885 wurden auf dem Lindenberg die Mauern einer Forumsanlage mit Basilika und heiligem Bezirk aufgedeckt. Die Anlage zeugt von einem hohen Maß an munizipaler Selbstverwaltung, wenn sie nicht sogar der Sitz des bisher in Rätien nicht sicher lokalisierten Provinziallandtages war. Diese These wird durch die Entdeckung eines gallorömischen Tempelbezirks im Westteil des Plateaus gestützt, der als zentrales Heiligtum gedient haben könnte. Ferner konnten zwei Thermenkomplexe im Nordosten ausgegraben werden, hingegen ist ein großer Teil der Zivilsiedlung unerforscht. So sind vor allem die Randgebiete der Stadt, ihre vorstädtischen Bereiche sowie die Gräberfelder des 2. und 3. Jahrhunderts unbekannt. Deshalb gestalten sich Überlegungen zur Größe und Einwohnerzahl von Cambodunum schwierig.

### Spätantike

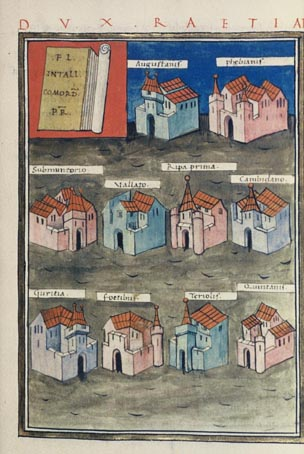
Darstellung in der Notitia dignitatum. Die Buchmalerei gibt keine realen Bauwerke wieder, in der mittleren Zeile rechts Cambidano.

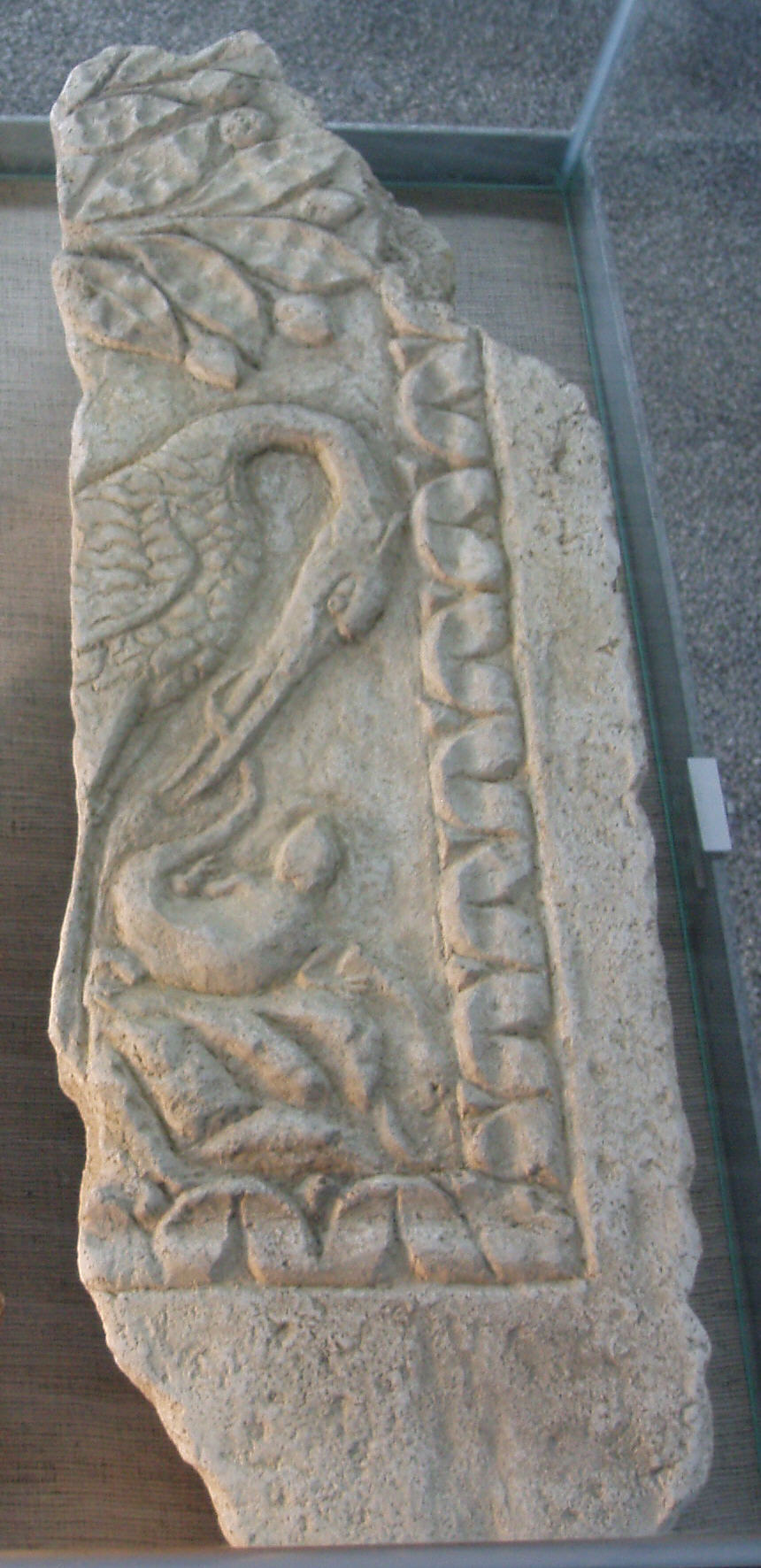
Reliefbruchstück aus dem „Forumsschutt“ des älteren Forums

Unter dem anhaltenden Druck eindringender Germanen wurde die städtische Siedlung auf dem Lindenberg spätestens gegen Ende des 3. Jahrhunderts aufgegeben. Die Bevölkerung suchte Schutz auf einer hochwasserfreien Terrasse östlich der Iller unterhalb der sogenannten Burghalde, eines etwa 25 m aus dem Illertal aufragenden Geländerückens. Die stark verkleinerte Siedlung war nun auf der Terrasse besser geschützt. Zusätzlich wurde eine etwa 1,8 m breite Mauer errichtet, deren Verlauf aufgrund mittelalterlicher und neuzeitlicher Überbauung nur im Westen gesichert ist.
Funde aus den genannten Bereichen sind rar. Die wichtigsten spätantiken Fundstellen Kemptens sind die Körpergräberfelder nördlich der spätantiken Siedlung und auf dem westlichen Illerufer („auf der Keckwiese“). Von diesen ist Letzteres aufgrund der stark überwiegenden weiblichen Bestattungen eher als zivil anzusprechen.
Mit dem Verlust des Dekumatlandes war Kempten zur Grenzstadt geworden. Von Kempten bis zur Illermündung verlief die Reichsgrenze entlang des Flusses. Höchstwahrscheinlich war im höher gelegenen Areal der Burghalde (0,7 ha) die in der Notitia dignitatum erwähnte Abteilung der Legio III Italica stationiert. Die Befestigung war in die spätrömische Grenzverteidigung am sogenannten Donau-Iller-Rhein-Limes eingebunden. Im Gegensatz zum Limes der mittleren Kaiserzeit waren die Grenzfestungen wesentlich kleiner, aber dafür fortifikatorisch an die Umgebung angepasst. Anschauliche Beispiele für solche Befestigungen konnten in den beiden benachbarten Kastellen von Isny (Vemania) und Kellmünz an der Iller (Caelius Mons) archäologisch untersucht werden.
Der Beginn der Stationierung auf der Kemptener Burghalde dürfte in der Zeit der Reformen Diokletians um 300 anzusetzen sein. Ein Militariafund aus einem kleinen Wohnhaus belegt die Anwesenheit von Soldaten noch zu Beginn des 5. Jahrhunderts. Spätestens um die Mitte des Jahrhunderts dürfte die Militärgarnison aufgegeben worden sein.

## Forschungsgeschichte
Die ersten gezielten archäologischen Ausgrabungen in Kempten fanden 1885 durch den Kaufmann August Ullrich statt. Weitere Grabungen wurden bis 1911 durch den im Jahr 1884 gegründeten Allgäuer Alterthumsverein durchgeführt. Fortgeführt wurden sie 1912 bis 1935 durch das Bayerische Landesamt für Denkmalpflege unter Paul Reinecke. Gegen den Protest der internationalen Denkmalpflege fiel den Baumaßnahmen dieser Zeit unter Oberbürgermeister Otto Merkt ein Großteil der Bodendenkmäler der Römerstadt auf dem Lindenberg zum Opfer. Durch die Grabungen war es erstmals möglich, ein Bild von der Struktur der Siedlung auf dem Lindenberg zu erhalten.
Das Gräberfeld „Auf der Keckwiese“ wurde 1952 bis 1967 ergraben. Seit 1961 werden die römerzeitlichen Funde im Römischen Museum Kempten im Zumsteinhaus präsentiert. Die Stadt Kempten förderte die Erforschung der Römerstadt seit 1982 durch die Einrichtung eines Amtes für Stadtarchäologie. Dieses Amt wurde mittlerweile aufgrund von Geldeinsparungen aufgehoben und seine Tätigkeiten in die Bereiche des Kulturamtes übertragen. Mehrere Nachuntersuchungen, unter anderem am Gallorömischen Tempelbezirk 1983/86, dienten der Einrichtung des Archäologischen Parks Cambodunum (APC). Dieser wurde im Oktober 1987 mit einem ersten Abschnitt (Gallorömischer Tempelbezirk) eröffnet.

## Römische Bauwerke

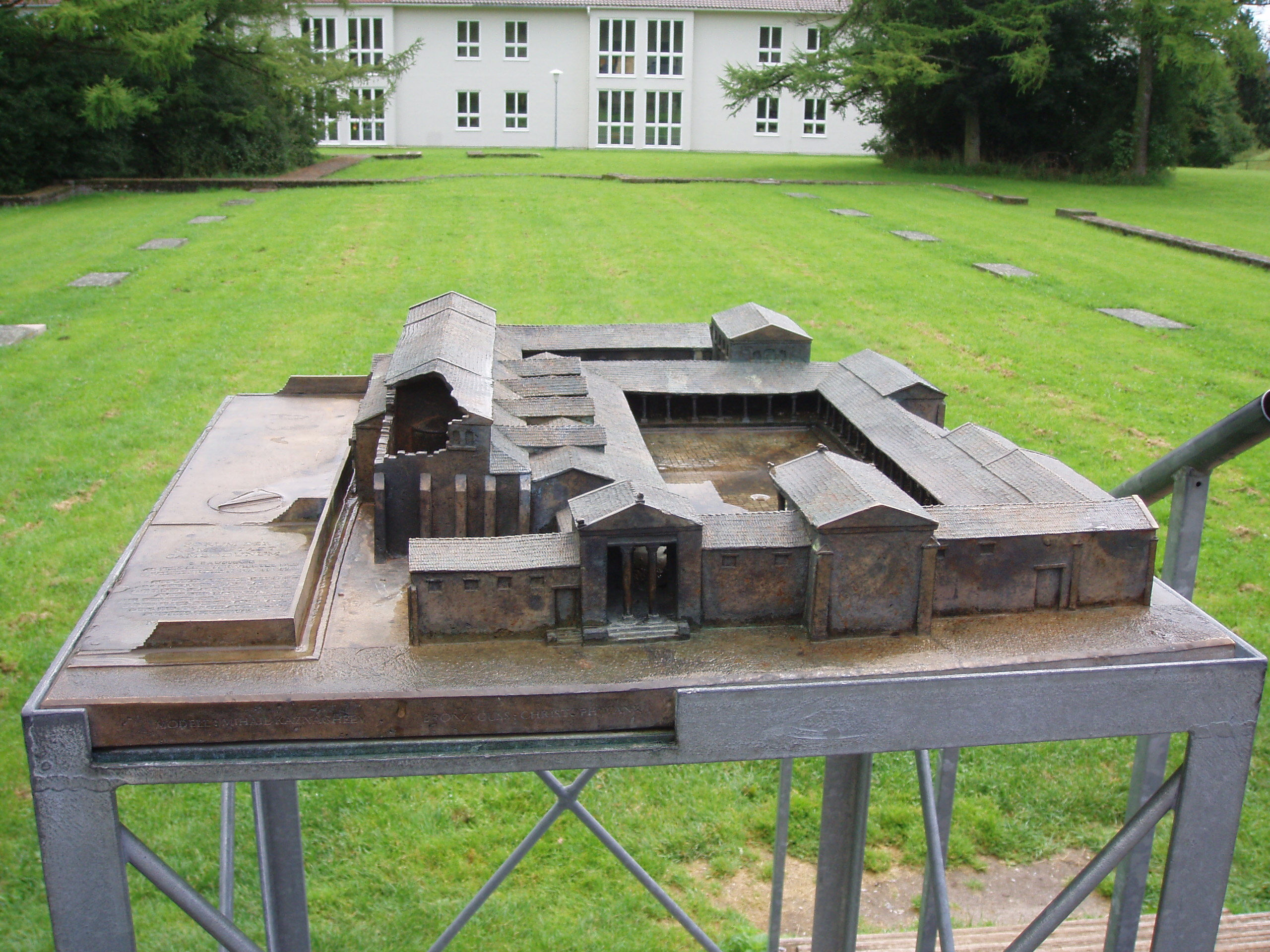
Modell des Forums, Ansicht von der Stadtseite

Das Straßensystem der Stadt war entlang eines zentralen Decumanus angelegt, der vom Altar im heiligen Bezirk des Forums ausging. Mit der sogenannten Thermenstraße ist ein Cardo rechtwinklig zum Decumanus nachgewiesen. Von den Wohngebäuden der Stadt konnten vor allem im Zentrum mehrere der jüngeren Steinbauphasen nachgewiesen werden. Neun Komplexe können als insulae angesprochen werden, die 20–45 m breit und bis zu 80 m lang waren. Westlich des Forums bestand eine kleine Vorstadt aus sogenannten Streifenhäusern. In den Randbereichen der Stadt siedelten sich Handwerksbetriebe, besonders Töpfereien, an.

### Forum und Basilika
Das im Stadtbild dominierende Forum entstand nicht in einem Zug. Dem „älteren Forum“ als erster Steinbauphase gingen ein oder zwei Holzbauphasen voraus, die durch Nachgrabungen 1985 im Bereich der Basilika ermittelt wurden. Das ältere Forum wurde im Wesentlichen 1885/86 ergraben. Zum Komplex gehörte die freistehende Basilika (anfangs 49,5 × 25 m) und ein Gebäude mit einer größeren Raumflucht, vermutlich als Verwaltungs- und Versammlungsraum anzusehen. Südöstlich schloss sich ein heiliger Bezirk an. Er war von einer Mauer umgeben, die eine Fläche von 600 × 800 römischen Fuß einschloss. Zentral darin ist ein 8,4 × 12 m großer Altarbau nachweisbar. Die Gebäude besaßen ornamentierte Marmorverkleidungen und Malereien. Teile davon wurden als „Forumsschutt“ in anderen Stadtbezirken entdeckt.
Der Baubeginn des jüngeren Forums ist wahrscheinlich in flavischer Zeit anzusetzen. Diese Umbauten am Forum waren vermutlich bis zur Mitte des 2. Jahrhunderts abgeschlossen. An die Stelle der alten Forumsbebauung trat eine zur Forumsstraße repräsentative Fassade mit Zugang in Form eines Propylon. Der Forumsplatz war jetzt an allen Seiten bebaut, der große Platz mit dem Altar und die Basilika blieben erhalten. Markant ist ein Bau an der Südseite mit Apsis, der möglicherweise als Versammlungsraum (curia) des Stadtrates (ordo decurionum) gedient hat, sowie der Forumstempel auf der nordwestlichen Schmalseite.
Nordöstlich schloss sich seit dem frühen 2. Jahrhundert ein größeres Gebäude an, das als Unterkunftshaus (praetorium) gedeutet wird. Es besaß zunächst einige größere Raumfluchten von bis zu 140 m², die nach einem Umbau im frühen 2. Jahrhundert in zahlreiche kleinere Kammern zwischen 12 und 20 m² aufgeteilt wurden.

### Gallorömischer Tempelbezirk

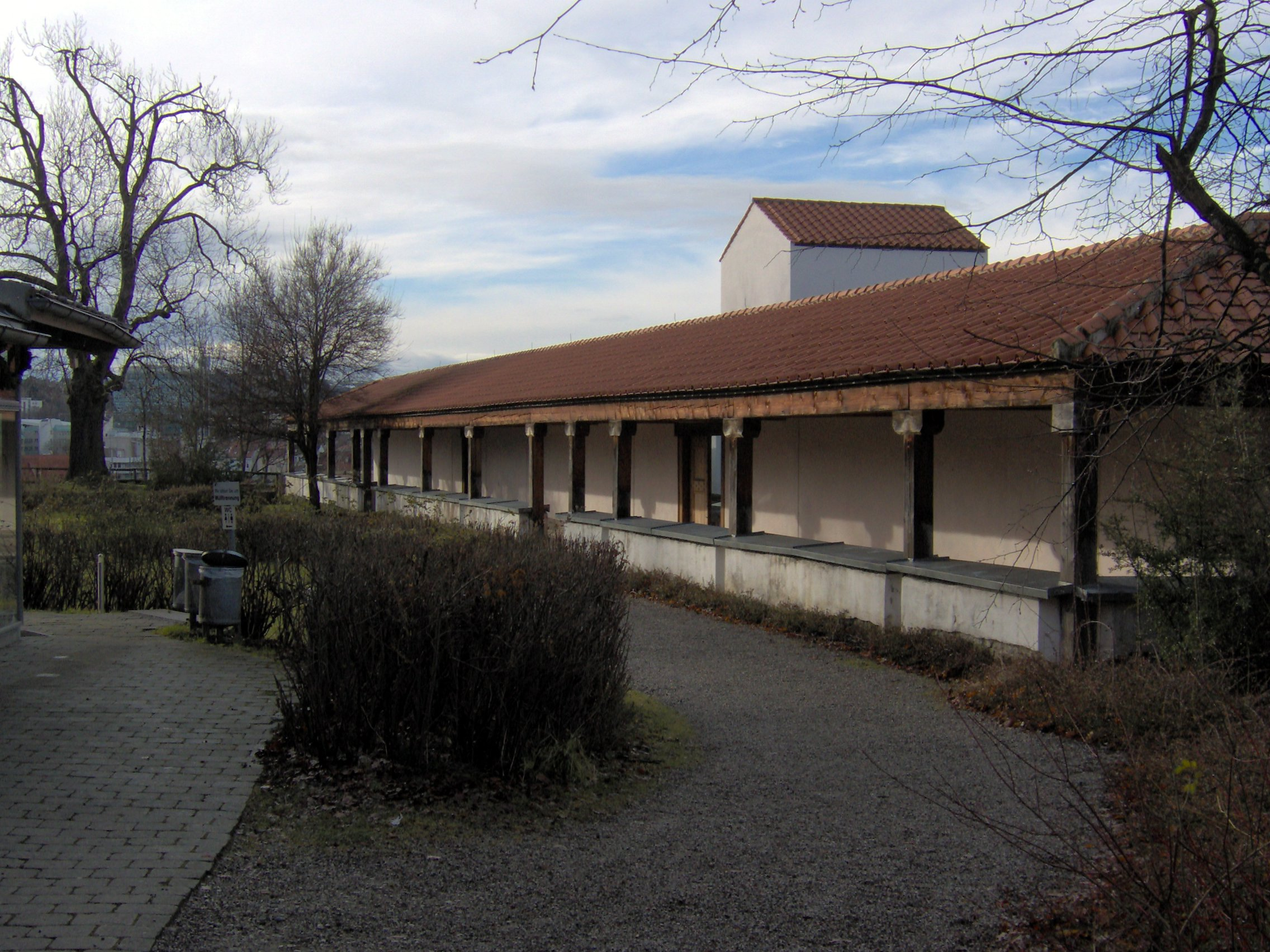
Ansicht der u-förmigen Doppelhalle des Tempelbezirks im Archäologischen Park Cambodunum

Im Nordwesten der Stadt nahe zum Steilhang an der Iller wurde seit 1937/38 ein Tempelbezirk freigelegt. Er befand sich in der Nachbarschaft des sogenannten Thermenhauses. Gleichzeitig mit der Umwandlung dieses Gebäudes in eine Taverne um die Mitte des 2. Jahrhunderts entstanden auf dem Tempelareal Steinbauten an Stelle der früheren Holzbauten. Eine U-förmige Doppelhalle schloss das nach Norden zum Steilhang offene Areal zur Stadt hin ab. Darin befanden sich zwölf Gebäude, die jedoch nicht alle gleichzeitig bestanden haben müssen. Für das Verständnis der Anlage ist Bau 4 wichtig, ein gallo-römischer Umgangstempel, sowie ein größeres Gebäude mit später angesetzter Apsis. Die zahlreichen kleineren Gebäude, darunter fünf prostyloi oder Antentempel, könnten neben der Funktion als Tempel auch als Schatzhäuser für Votivgaben gedient haben. Bemerkenswert ist die zentrale Lage des Tempelbezirks am Kreuzungspunkt aller überregionalen Straßen. Sehr ähnliche Kultbezirke sind unter anderem aus Trier (Tempelbezirk im Altbachtal) und Augst („auf dem Schönbühl“) bekannt. Funde, Anlage und Architektur weisen jeweils auf gallorömische Interpretationen der römischen Götterwelt hin.

### Thermen

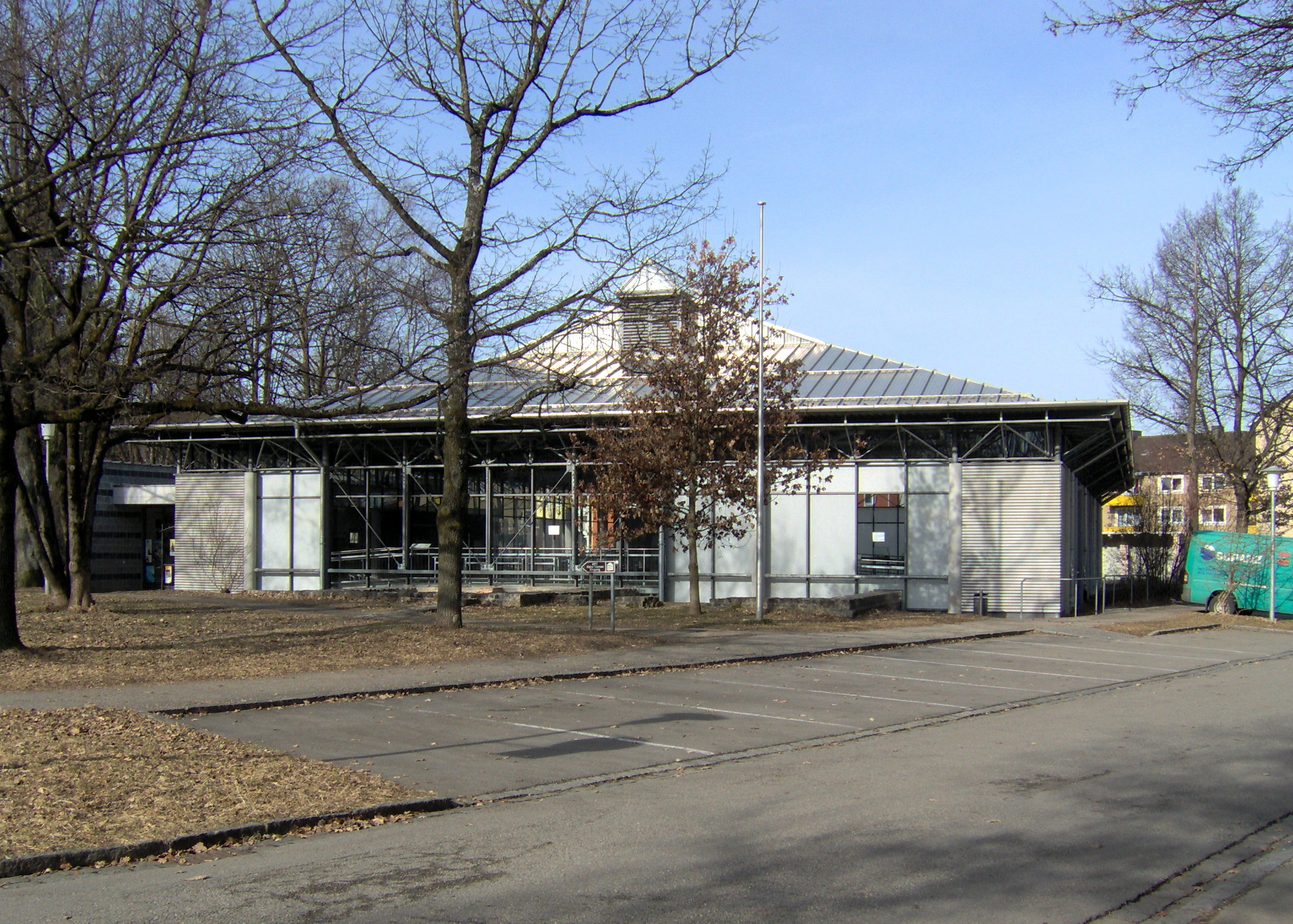
Heutiger Schutzbau über den Kleinen Thermen

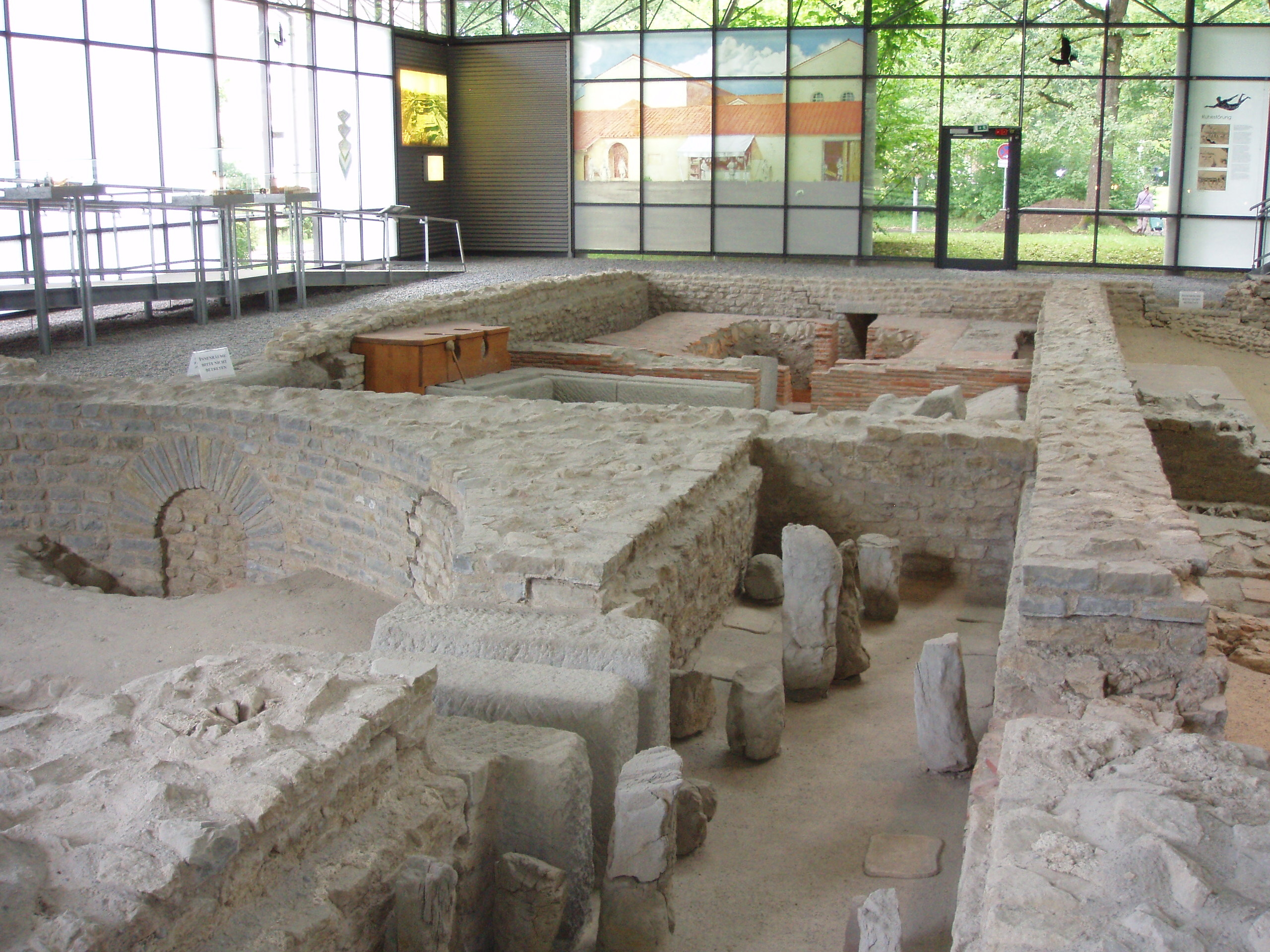
Die freigelegte Anlage der kleinen Thermen im Schutzbau

Neben dem seit der Regierungszeit Caligulas als kleine Badeanlage fungierenden Thermenhaus besaß die Stadt größere Thermenanlagen nordöstlich des Forums. Die Badeanlagen gehören zu den frühesten Bauwerken ihrer Art nördlich der Alpen. Das Thermenhaus gilt als frühestes Steingebäude in Kempten und wurde 1913 von Paul Reinecke freigelegt. Die Nähe eines solchen Gebäudes zu einer kultisch genutzten Anlage ist kein Widerspruch, wie zahlreiche Beispiele eines Nebeneinander in anderen römischen Siedlungen zeigen.
Die „kleinen Thermen“ schließen mit der palaestra an das Unterkunftshaus am Forum an. Von dem Bau, dessen Beginn in spätclaudischer oder frühneronischer Zeit angesetzt wird, sind drei Holzbauphasen bekannt. Es handelte sich ursprünglich um ein Bad vom „Reihentyp“, die Räume für die drei Stufen caldarium, tepidarium und frigidarium waren linear hintereinander angeordnet. Dem Bad wurden später weitere Schürräume, ein Schwitzbad sowie eine Latrine angefügt. Der Zugang war anfangs nur über das praetorium möglich, was eine Zugehörigkeit zum Statthaltersitz nahelegt.
Die „großen Thermen“ wurden gegen Ende des 1. Jahrhunderts am nordöstlichen Ende der „Thermenstraße“ erbaut. Mit einer Fläche von 4200 m² gehören sie zu den größten Thermenbauten nördlich der Alpen. Die Größe wurde erst übertroffen mit den großen Thermenanlagen des 2. Jahrhunderts und der Spätantike, unter anderem den Thermen der Colonia Ulpia Traiana (Xanten), den Barbarathermen oder den Kaiserthermen in Trier. Zu dieser Zeit erfuhren die Kemptener großen Thermen bereits einen Um- oder Rückbau, der die überdachte Fläche um etwa ein Fünftel reduzierte.

### Gräberfelder
Von den Gräberfeldern der frühen und mittleren Kaiserzeit ist das nördlich der Stadt „auf der Keckwiese“ gelegene durch Ausgrabungen der 1960er Jahre besonders gut erforscht. Es befand sich nahe der Keckkapelle an der Straße nach Augsburg (Augusta Vindelicum) und ließ sich auf der Länge von 250 m entlang der Straße nachweisen. Der größte Teil der über 400 Bestattungen stammt aus dem 1. Jahrhundert, einige weitere reichen bis zum Ende des 2. Jahrhunderts. Teilweise sind oberirdische Grabbauten und Grabeinfriedungen nachweisbar.
Um die Mitte des 4. Jahrhunderts wurde das Gebiet erneut für Bestattungen genutzt. Im Nordteil fanden sich 38 weitgehend beigabenlose Körperbestattungen, die einige ältere Brandbestattungen überlagerten, sowie Brandschutt zerstörter früh- und mittelkaiserzeitlicher Gräber in ihrer Verfüllung aufwiesen. Sowohl der Mangel an militärischen Ausrüstungsgegenständen in den Funden, als auch das Zahlenverhältnis der Geschlechter zueinander (männlich : weiblich = 5 : 12) lassen einen zivilen Charakter des Gräberfeldes vermuten.
Weitere Gräberfelder werden östlich und südlich der Stadt vermutet. Einzelne wohl römische Gräber wurden 1862 beim Bau der Bahnstrecke Kempten (Allgäu)–Neu-Ulm an Stelle des späteren Kemptener Ostbahnhofs festgestellt. Südlich der Stadt sind solche Funde bislang unbekannt.
Zur spätantiken Besiedlung auf der Burghalde gehört ein kleineres Gräberfeld unter dem heutigen Rathausplatz. Es besteht aus etwas mehr als einem Dutzend vorwiegend beigabenlosen Körpergräbern. Bemerkenswert ist die Bestattung in Bauchlage eines erwachsenen Mannes aus der 2. Hälfte des 4. Jahrhunderts. Der Schädel wies eine Hiebverletzung auf, von der der Mann anscheinend genesen ist. Die wenigen Beigaben, eine Bronzehülse mit drei Sonden, könnten im medizinischen Bereich benutzt worden sein.

### Spätantike Bauten

#### Spätrömische Befestigungen (Burghalde)

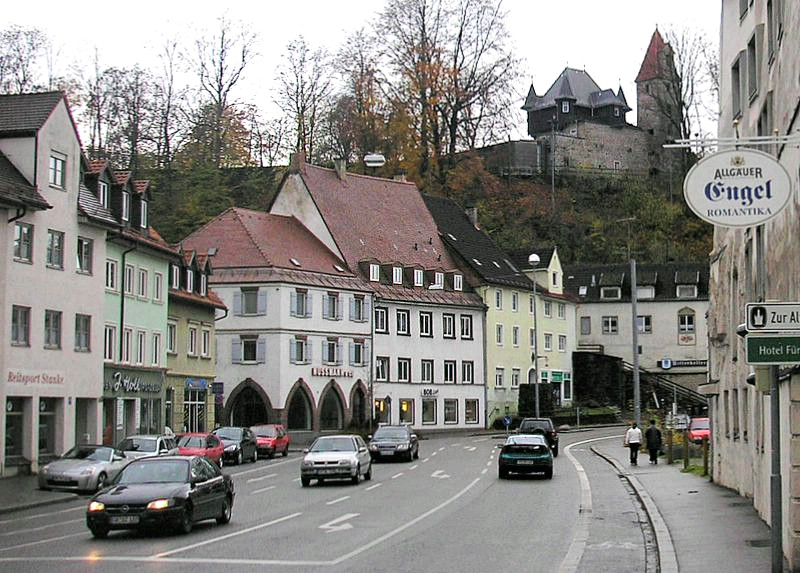
Ansicht der Burghalde von Nordosten

Am Fuß westlich und nördlich der Burghalde konnte eine 1,8 m starke Mauer knapp neben der spätmittelalterlichen Mauer des heute protestantischen Friedhofs auf einer Länge von 200 m nachgewiesen werden. Etwa drei Meter südlich der Aussegnungshalle befand sich ein 4,5 m breiter, halbrunder Turm. Eine weitere, 1,2 m breite Mauer in der Nähe der Südwestbastion der Burghalde ist aufgrund konstruktiver Merkmale als spätrömisch anzusehen. Der genaue Mauerverlauf im Norden, Süden und Osten der Burghalde ist unklar.
Als einziges Wohnhaus konnte ein Gebäude mit der Größe von 5,5 × 9,5 m sicher nachgewiesen werden. Ein größerer Bau mit zwei Apsiden (freigelegter Innenraum 11,4 × 18,4 m, nach anderen Angaben 13,2 × 20,6 m) konnte nur in seinem südlichen Teil ergraben werden. Die Deutung schwankt zwischen einem Bade- und einem Empfangsgebäude ähnlich der Aula im Kastell Kellmünz. Mangels Belegen und wegen Abweichungen in der Bauweise wurde eine ältere Annahme, dass es sich um eine spätrömische (Bischofs-)Kirche handeln soll, verworfen.
Das Plateau der Burghalde mit einer Länge von 130 m und einer Breite zwischen 20 und 95 m (0,75 ha) nahm eine Abteilung der legio III Italica auf, außerdem könnte auf dem Plateau oder daran angelehnt noch Platz für Teile der Zivilbevölkerung vorhanden gewesen sein.

#### Spätantike Besiedlung auf dem Lindenberg
Ob auf dem östlich der Iller gelegenen Lindenberg in spätrömischer Zeit noch eine Besiedlung bestand, ist mangels eindeutiger Siedlungsfunde nicht gesichert. Spätantike Glas- und Münzfunde und wenig Keramik deuten nur auf eine geringe Weiterbesiedlung hin. Dafür würde auch die spätantike Nachnutzung des Gräberfeldes „auf der Keckwiese“ sprechen.